# Gante-Wevelgem 1963
La Gante-Wevelgem 1963 fue la 25ª edición de la carrera ciclista Gante-Wevelgem y se disputó el 24 de marzo de 1963 sobre una distancia de 230 km.  
El belga Benoni Beheyt (Wiel's-Groene Leeuw) se impuso en la prueba al imponerse al sprint en la línea de meta. El británico Tom Simpson y el belga Michel Van Aerde completaron el podio. 

## Clasificación final
| Posición | Ciclista             | Equipo                | Tiempo    |
| -------- | -------------------- | --------------------- | --------- |
| 1        | Benoni Beheyt        | Wiel's-Groene Leeuw   | 5h 51'20" |
| 2        | Tom Simpson          | Peugeot-BP            | m.t.      |
| 3        | Michel Van Aerde     | Solo-Terrot-Englebert | m.t.      |
| 4        | Martin Van Geneugden | G.B.C.-Libertas       | m.t.      |
| 5        | André Noyelle        | Dr. Mann              | m.t.      |
| 6        | René Van Meenen      | Wiel's-Groene Leeuw   | m.t.      |
| 7        | Willy Vannitsen      | Peugeot-BP            | m.t.      |
| 8        | Rik Van Looy         | G.B.C.-Libertas       | m.t.      |
| 9        | Joseph Wouters       | Solo-Terrot-Englebert | a 15"     |
| 10       | Jacques De Boever    | Solo-Terrot-Englebert | a 25"     |